# Nuoto ai Giochi della XIX Olimpiade - 200 metri stile libero femminili
La competizione dei 200 metri stile libero femminili di nuoto ai Giochi della XIX Olimpiade si è svolta nei giorni 21 e 22 ottobre 1968 alla Piscina Olímpica Francisco Márquez di Città del Messico.

## Programma
| Data            | Round      | Note                           |
| --------------- | ---------- | ------------------------------ |
| 21 ottobre 1968 | 6 Batterie | I migliori 8 tempi alla finale |
| 22 ottobre      | Finale     |                                |

## Risultati

### Batterie
| Pos. | Atleta           | Nazione        | Totale | Pos F |
| ---- | ---------------- | -------------- | ------ | ----- |
| 1    | Debbie Meyer     | Stati Uniti    | 2:13.1 | 1 Q   |
| 2    | Oľga Kozičová    | Cecoslovacchia | 2:16.1 | 8 Q   |
| 3    | Susan Williams   | Gran Bretagna  | 2:20.4 | 17    |
| 4    | Heidi Reineck    | Germania Ovest | 2:21.4 | 20    |
| 5    | Danièle Dorléans | Francia        | 2:21.7 | 21    |
| 6    | Kirsten Strange  | Danimarca      | 2:30.5 | 35    |

| Pos. | Atleta             | Nazione    | Totale | Pos F |
| ---- | ------------------ | ---------- | ------ | ----- |
| 1    | Lynette Bell       | Australia  | 2'15"7 | 5 Q   |
| 2    | Claude Mandonnaud  | Francia    | 2'15"8 | 7 Q   |
| 3    | Jenny Steinbeck    | Australia  | 2'18"8 | 13    |
| 4    | Helen Elliott      | Filippine  | 2'25"4 | 28    |
| 5    | Novella Calligaris | Italia     | 2'26"3 | 30    |
| 6    | Marcia Arriaga     | Messico    | 2'27"0 | 31    |
| 7    | Shen Bao-Ni        | Taiwan     | 2'34"0 | 37    |
| 8    | Lorna Blake        | Porto Rico | 2'43"8 | 39    |

| Pos. | Atleta                     | Nazione       | Totale | Pos F |
| ---- | -------------------------- | ------------- | ------ | ----- |
| 1    | Jan Henne                  | Stati Uniti   | 2'13"8 | 3 Q   |
| 2    | Marion Beverly Lay         | Canada        | 2'16"7 | 10    |
| 3    | María Teresa Ramírez       | Messico       | 2'17"5 | 11    |
| 4    | Alexandra Jackson          | Gran Bretagna | 2'19"2 | 14    |
| 5    | Kristina Moir              | Porto Rico    | 2'23"1 | 23    |
| 6    | Donatella Ferracuti        | El Salvador   | 2'28"2 | 33    |
| 7    | Hrafnhildur Guðmundsdóttir | Islanda       | 2'28"5 | 34    |

| Pos. | Atleta          | Nazione        | Totale | Pos F |
| ---- | --------------- | -------------- | ------ | ----- |
| 1    | Gabriele Wetzko | Germania Est   | 2'14"7 | 4 Q   |
| 2    | Angela Coughlan | Canada         | 2'20"9 | 19    |
| 3    | Maria Strumolo  | Italia         | 2'23"3 | 24    |
| 4    | Aloisia Bauer   | Germania Ovest | 2'24"5 | 26    |
| 5    | Emilia Figueroa | Uruguay        | 2'27"4 | 32    |

| Pos. | Atleta              | Nazione          | Totale | Pos F |
| ---- | ------------------- | ---------------- | ------ | ----- |
| 1    | Jane Barkman        | Stati Uniti      | 2'13"6 | 2 Q   |
| 2    | Marie-José Kersaudy | Francia          | 2'18"0 | 12    |
| 3    | Elisabeth Berglund  | Svezia           | 2'19"7 | 15    |
| 4    | Tamara Sosnova      | Unione Sovietica | 2'23"5 | 25    |
| 5    | Patricia Olano      | Colombia         | 2'25"1 | 27    |
| 6    | Silvana Asturias    | Guatemala        | 2'30"7 | 36    |
| 7    | Lylian Castillo     | Uruguay          | 2'34"1 | 38    |

| Pos. | Atleta               | Nazione       | Totale | Pos F |
| ---- | -------------------- | ------------- | ------ | ----- |
| 1    | Mirjana Šegrt        | Jugoslavia    | 2'15"7 | 5 Q   |
| 2    | Oei Liana            | Taiwan        | 2'16"3 | 9     |
| 3    | Julie McDonald       | Australia     | 2'19"9 | 16    |
| 4    | Consuelo Changanaqui | Perù          | 2'20"7 | 18    |
| 5    | Rosario de Vivanco   | Perù          | 2'22"2 | 22    |
| 6    | Sally Davison        | Gran Bretagna | 2'26"1 | 29    |

### Finale
| Pos.    | Atleta            | Nazione        | Totale | Pos F           |
| ------- | ----------------- | -------------- | ------ | --------------- |
| Oro     | Debbie Meyer      | Stati Uniti    | 2'10"5 | Record olimpico |
| Argento | Jan Henne         | Stati Uniti    | 2'11"0 |                 |
| Bronzo  | Jane Barkman      | Stati Uniti    | 2'11"2 |                 |
| 4       | Gabriele Wetzko   | Germania Est   | 2'12"3 |                 |
| 5       | Mirjana Šegrt     | Jugoslavia     | 2'13"3 |                 |
| 6       | Claude Mandonnaud | Francia        | 2'14"9 |                 |
| 7       | Lynette Bell      | Australia      | 2'15"1 |                 |
| 8       | Oľga Kozičová     | Cecoslovacchia | 2'16"0 |                 |